# Britschenstein
Der Britschenstein war ein Findling in der Gemarkung des heute zur Stadt Magdeburg gehörenden Westerhüsen.
Die genaue Lage und Gestalt des Steins ist unbekannt. Auch der Zeitpunkt und der Grund seines Verschwindens sind nicht geklärt. Möglicherweise wurde er als Baumaterial genutzt. Seine Existenz ist durch die alte Flurbezeichnung Britschenstein überliefert. Für die Deutung des Namens bestehen mehrere Vermutungen. So wird die Herleitung von einem Personennamen Britsch nicht ausgeschlossen. Denkbar erscheint jedoch auch eine Deutung von britse, britsche als Pritsche. Dies könnte sich von einer flachen Gestalt des Steins ableiten. Möglicherweise diente er somit als Züchtigungsinstrument, indem Delinquenten auf ihm Schläge oder sonstige Strafen verabreicht wurden. Solche Pritschen wurden jedoch vor allem bei Festen und Wettbewerben durch den humoristisch auftretenden Festordner zur eher scherzhaften Bestrafung von Übertretungen der Festordnung eingesetzt.